# Phenacoccus hortonarum
Phenacoccus hortonarum är en insektsart som beskrevs av Brachman och Kosztarab in Kosztarab 1996. Phenacoccus hortonarum ingår i släktet Phenacoccus och familjen ullsköldlöss. Inga underarter finns listade i Catalogue of Life.